# Branca de Gonta Colaço

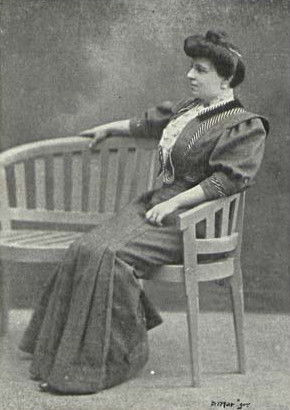
Branca de Gonta Colaço, 1908

Branca Eva de Gonta Syder Ribeiro Colaço (* 8. Juli 1880 in Lissabon, Königreich Portugal; † 2. März 1945 ebenda, Portugal) war eine portugiesische Dichterin, Dramatikerin, Frauenrechtlerin und Dozentin. Sie war die Tochter der englischen Dichterin Ann Charlotte Syder und des portugiesischen Politikers und Schriftstellers Tomás Ribeiro. Sie heiratete Jorge Rey Colaço, einen bekannten Keramiker, und veröffentlichte ihre Werke unter dem Namen Branca de Gonta Colaço. Sie war Mitglied des Ordens des heiligen Jakob vom Schwert in der Klasse Offizier.

## Leben
De Gonta Colaço wurde als Tochter von Tomás Ribeiro und Ann Charlotte Syder in eine der einflussreichsten Familien im intellektuellen Bereich der portugiesischen Gesellschaft jener Zeit hineingeboren. Sie verkehrte in ihrer Jugend mit prominenten Persönlichkeiten aus Politik, Literatur und Kunst, wie Maria Amália Vaz de Carvalho und ihr Mann António Cândido Gonçalves Crespo, Camilo Castelo Branco, der ein enger Freund ihres Vaters war, Maria Archer, Aura Abranches und der Familie Bordalo Pinheiro. Der Nachname Gonta, der in vielen ihrer Aufzeichnungen vorkommt, ist kein Familienname, sondern ein Spitzname, der sich von Parada de Gonta, dem Heimatdorf ihres Vaters, ableitet.
Im Alter von nur 18 Jahren, 1898, heiratete sie den Maler und Keramiker Jorge Rey Colaço, Sohn des Diplomaten José Daniel Colaço und ein Verwandter des Pianisten und Komponisten Alexandre Rey Colaço. Aus ihrer Ehe gingen vier Kinder hervor: der Rechtsanwalt, Dramatiker und Schriftsteller Tomás Ribeiro Colaço (1899–1965), die Bildhauerin Ana de Gonta Colaço (1903–1954) und die Schriftstellerin Maria Christina Raymunda de Gonta Colaço de Aguiar (1905–1996). 1902 starb ihre erste Tochter kurz nach ihrer Geburt.
Schon in jungen Jahren zeigte sie schriftstellerisches Talent und begann als Dichterin. Sie arbeitete dabei zeitlebens intensiv mit zahlreichen Zeitschriften zusammen, um ihre Dichtung zu veröffentlichen. So erschienen ihre Gedichte vor allem in O Dia von José Augusto Moreira de Almeida und  O Talassa (1913–1915), einer humoristischen Zeitschrift, die von ihrem Ehemann herausgegeben wurde, O Ocidente (1878–1909) und der Zeitschrift Alma Feminina (1917–1919), die von der Frauenrechtlerin Maria Clara Correia Alves. Daneben gibt es aber auch Beiträge von ihr in den Zeitschriften Arte Musical (1898–1915), ABC: revista portuguesa (1920–1932), Serões (1901–1911), Illustração portugueza (1903–1924), Brasil-Portugal (1899–1914) und Ilustração (1926–1939).
De Gonta Colaço, die mehrere Sprachen fließend beherrschte, schrieb auch Gedichte in englischer Sprache, und ihr werden auch mehrere Übersetzungen englischer Werke ins Portugiesische zugeschrieben. Mitte der 1910er Jahre begann sie als Dozentin und Vorleserin bei Gedichtvorträgen zu arbeiten, nachdem sie sich dem von ihrem Vater gegründeten Instituto Vasco da Gama angeschlossen hatte und der Akademie der Wissenschaften von Lissabon beigetreten war, wo sie 1918 am Sitz der Akademie eine Ehrung für Maria Amália Vaz de Carvalho organisierte.
Ihr vielseitiges Werk umfasst neben den Gedichten so unterschiedliche Genres wie Dramen, Theaterstücke und sogar Chroniken mit ihren zeitgeschichtlichen Erinnerungen.
De Gonta Colaço war zeitlebens Monarchistin und konnte sich mit den Ideen des Republikanismus nicht anfreunden. Da sie jedoch der Meinung war, dass Frauen eine aktivere Rolle in der portugiesischen Gesellschaft spielen und freien Zugang zu Bildung haben sollten, trat sie 1914 dem Conselho Nacional das Mulheres Portuguesas bei, einer feministischen Organisation, die die Gleichstellung der Geschlechter förderte und forderte. Gemeinsam mit der anders als sie republikanischen Aktivistin Adelaide Cabete arbeitete sie intensiv in der Organisation mit. Sie leitete mehrere Jahre lang die Sektionen „Frieden“ (1928–1934) und „Kunst“ (1936–1937), wo sie mit anderen Literatur- und Kunstschaffenden wie Beatriz Arnut, Sara Beirão, Eduarda Lapa, Maria Lamas, Aurora Teixeira de Castro und Abigail de Paiva Cruz zusammentraf.
De Gonta Colaço bekam Ehrungen von verschiedenen portugiesischen und ausländischen wissenschaftlichen und literarischen Gesellschaften. Am 5. Oktober 1931 wurde sie vom portugiesischen Staat in der Klasse eines Offiziers in den Orden des heiligen Jakob vom Schwert aufgenommen.
Branca de Gonta Colaço  starb 1945 im Alter von 64 Jahren. Im Jahr 1949, vier Jahre nach ihrem Tod, ehrte die Stadtverwaltung von Lissabon die Schriftstellerin, indem sie eine Straße in der Stadtgemeinde Alvalade nach ihr benannte. In den folgenden Jahren wurden weitere Straßen und Plätze in den Gemeinden Almada, Sesimbra, Cascais Tondela und im Heimatort der Familie Parada de Gonta nach ihr benannt.
Branca de Gonta Colaço hinterließ ein umfangreiches literarisches Werk, das zum großen Teil in Zeitschriften verstreut erschienen ist. Eine Liste ihrer Veröffentlichungen findet sich in der Datenbank der Biblioteca Nacional de Portugal.